# Erik Sjöborg
Erik Axel Mattias Sjöborg, född 20 mars 1878 i Göteborg, död 14 augusti 1959, var en svensk diplomat och jurist.

## Biografi
Sjöborg avlade mogenhetsexamen i Göteborg 1895 och blev juris utriusque kandidat vid Uppsala universitet 1901. Han gjorde därefter karriär inom Svea hovrätt och Jordbruksdepartementet. Han var president i de blandade domstolarna i Egypten 1913–1918. Han utnämndes till revisionssekreterare 1916. Han övergick till den diplomatiska banan och tjänstgjorde vid den svenska beskickningen i Washington. 1920 blev han chef för UD:s rättsavdelning. 1920 till 1922 var han president i fransk-tyska skiljedomstolen samt i andra skiljedomstolar i de tvister som hade uppstått sedan första världskriget. 1922 blev han utnämnd till envoyé. Han blev kabinettssekreterare vid UD 1922 fram till 1928.
Från 1928 var han svensk minister i Rom fram till 1937 då han förflyttades till Nederländerna med placering i Haag fram till 1940. Från 1940 till 1944 var han svenskt sändebud hos den nederländska exilregeringen i London. Efter andra världskriget var han 1947 kontrollant vid folkomröstningen i vissa av Italien till Frankrike avträdda områden. 1949 var han observatör vid en folkomröstning i Främre Indien. Han fungerade också som svensk representant vid en lång rad internationella konferenser och vid sammanträden inom Nationernas Förbund. Han hade en viktig position som sakkunnig för utrikesförvaltningens omorganisation 1927 och vid utarbetandet av svenska vitböcker 1945 till 1947.
Han gifte sig 1928 med Dagmar Wikström.

## Utmärkelser

### Svenska utmärkelser
- Konung Gustaf V:s jubileumsminnestecken med anledning av 70-årsdagen, 1928.[1]
- Kommendör med stora korset av Nordstjärneorden, 6 juni 1934.[2]
- Kommendör av första klassen av Nordstjärneorden, 6 juni 1926.[3]
- Riddare av Nordstjärneorden, 1913.[4]

### Utländska utmärkelser
- Storkorset av Belgiska Leopold II:s orden, senast 1931.[1]
- Storkorset av Cubanska förtjänstorden, senast 1925.[5]
- Kommendör av första graden Danska Dannebrogorden, 23 maj 1924.[5]
- Tredje klassen av Egyptiska Nilorden, senast 1921.[6]
- Kommendör av första klass av Finlands Vita Ros’ orden, senast 1931.[1]
- Kommendör av Franska Hederslegionen, senast 1925.[5]
- Storkorset av Italienska kronorden, senast 1940.[7]
- Andra klassen av Kinesiska Gyllene skördens orden, senast 1931.[1]
- Storkorset av Nederländska Oranien-Nassauorden, 16 mars 1944.[8]
- Tacksamhetsmedalj i silver, 5 mars 1946
- Storoffier av Peruanska Solorden, senast 1931.[1]
- Första klassen av Ungerska förtjänstkorset, senast 1931.[1]